# Повний алгебричний многовид
В алгебричній геометрії абстрактний алгебричний многовид {\displaystyle X} називається повним, якщо він є відокремлюваним (тобто діагональ є замкнутою підмножиною у {\displaystyle X\times X}), і якщо для будь-якого многовида {\displaystyle Y} проєкція {\displaystyle \pi _{Y}\colon X\times Y\to Y} із добутку алгебричних многовидів із топологією Зариського на другий множник є замкнутим морфізмом, тобто образ довільної замкнутої множини теж є замкнутою множиною. Повні многовиди є певною мірою аналогом в алгебричній геометрії компактних просторів.

## Властивості
- Замкнутий підмноговид повного многовида теж є повним многовидом.
- Прямий добуток повних многовидів теж є повним многовидом.
- Алгебричний многовид є повним тоді і тільки тоді, коли всі його незвідні компоненти є повними.
- Алгебричний многовид {\displaystyle X} є повним тоді і тільки тоді коли для всіх {\displaystyle m\geqslant 1} проєкція {\displaystyle \pi _{\mathbb {A} ^{m}}\colon X\times \mathbb {A} ^{m}\to \mathbb {A} ^{m}} є замкнутим морфізмом.

Нехай спочатку {\displaystyle Y} — афінний многовид, тобто замкнена підмножина деякого афінного простору {\displaystyle \mathbb {A} ^{m}}. Тоді будь-яка замкнена підмножина {\displaystyle Z\subset X\times Y} також замкнена в {\displaystyle X\times \mathbb {A} ^{m}}, отже, {\displaystyle \pi _{\mathbb {A} ^{m}}(Z)=\pi _{Y}} замкнена в {\displaystyle Y}.
Далі, для будь-якого многовиду {\displaystyle Y} існує відкрите покриття {\displaystyle Y=\bigcup _{i}Y_{i}} , де {\displaystyle Y_{i}} — афінні многовиди. Якщо {\displaystyle Z} — замкнена підмножина в {\displaystyle X\times Y} , то {\displaystyle Z=\bigcup _{i}Z_{i}} , де {\displaystyle Z_{i}=Z\cap (X\times Y_{i})} , і {\displaystyle \pi _{Y}(Z)\cap Y_{i}=\pi _{Y}(Z_{i})}. З попереднього, кожна {\displaystyle \pi _{Y}(Z_{i})} є замкнутою в {\displaystyle Y_{i}}, а тому pr {\displaystyle \pi _{Y}(Z)} замкнута в {\displaystyle Y} . Отже, відображення {\displaystyle \pi _{Y}} замкнуте.
- Образ повного многовида {\displaystyle X} при регулярному відображенні у відокремлюваний многовид {\displaystyle Y}є замкнутою множиною і повним многовидом. Зокрема, регулярна  функція на повному зв'язаному многовиді є константою.

Оскільки замкнута підмножина повного многовида є повною достатньо довести, що образ {\displaystyle f} є замкнутим в {\displaystyle Y}. Позначимо через {\displaystyle \Gamma \subseteq X\times Y} графік відображення {\displaystyle f}: {\displaystyle \Gamma =\{(p,f(p))|p\in X\}}. Оскільки {\displaystyle Y} є відокремлюваним многовидом то цей графік є замкнутою множиною. Тому {\displaystyle f(X)=\pi _{Y}(\Gamma )} теж є замкнутою множиною.
Оскільки {\displaystyle f(X)} є замкнутою множиною алгебричного многовида, то він теж є алгебричним многовидом. Тоді, ввівши морфізм {\displaystyle f\times \operatorname {Id} :X\times Y\to f(X)\times Y}, для довільної замкнутої множини {\displaystyle Z\subset f(X)\times Y} множина {\displaystyle (f\times \operatorname {Id} )^{-1}Z} є замкнутою у {\displaystyle X\times Y} і {\displaystyle \pi _{Y}(f\times \operatorname {Id} )^{-1}Z=\pi _{Y}Z}, де кожна проєкція визначена на відповідній множині. Оскільки {\displaystyle X} є повним многовидом то {\displaystyle \pi _{Y}(f\times \operatorname {Id} )^{-1}Z}, а тому і {\displaystyle \pi _{Y}Z} є замкнутою множиною.
Нехай {\displaystyle f:X\to K} — регулярна функція. Ототожнюючи {\displaystyle K} з {\displaystyle \mathbb {A} _{0}^{1}\subset \mathbb {P} ^{n}}, можна розглядати {\displaystyle f} як морфізм у {\displaystyle \mathbb {P} ^{n}}. Отже, {\displaystyle \operatorname {Im} f} є замкнутою множиною, що не збігається з усім {\displaystyle \mathbb {P} _{1}}, і тому {\displaystyle \operatorname {Im} f=\{a_{1},a_{2},...,a_{k}\}} . Тоді {\displaystyle X=\bigsqcup _{i=1}^{k}f^{-1}(a_{i})} (диз'юнктне об'єднання прообразів). Оскільки всі {\displaystyle f^{-1}(a_{i})} замкнені, а {\displaystyle X} зв'язаний, {\displaystyle m=1} , тобто {\displaystyle f} є константою.
- Якщо квазіпроективний многовид {\displaystyle X\subseteq \mathbb {P} ^{n}} є повним, то він є проективним.

Простий наслідок попередньої властивості, адже образ морфізму включення має бути замкнутою множиною.
- Над полем комплексних чисел {\displaystyle \mathbb {C} } алгебричний многовид є повним тоді і тільки тоді, коли він є компактним у класичній топології.
- Теорема Нагати: Будь-який відокремлюваний многовид є ізоморфним відкритому підмноговиду деякого повного многовида.
- Лема Чжоу. Повний многовид є образом деякого проективного многовида при сюр'єктивному біраціональному морфізмі.

## Приклади
- Проєкція {\displaystyle \pi _{\mathbb {A} ^{1}}\colon \mathbb {A} ^{1}\times \mathbb {A} ^{1}} не є замкнутою. Образом гіперболи {\displaystyle V(xy-1)} є множина {\displaystyle \mathbb {A} ^{1}\setminus \{0\},} що не є замкнутою. Тому афінна пряма не є повною. Також це випливає з того, що афінна пряма є квазіпроективним многовидом але не є проективним.
- Натомість довільний проективний многовид завжди є повним.

Враховуючи властивості повних многовидів достатньо лише довести, що проєкція {\displaystyle \pi _{\mathbb {A} ^{m}}:\mathbb {P} ^{m}\times \mathbb {A} ^{m}\to \mathbb {A} ^{m}} є замкнутою. Позначимо однорідні координати в {\displaystyle \mathbb {P} ^{n}} через {\displaystyle x=(x_{0}:x_{1}:\ldots :x_{n})} , а координати в {\displaystyle \mathbb {A} ^{m}} через {\displaystyle y=(y_{1},y_{2},...,y_{m})}. Нехай {\displaystyle Z} — замкнута підмножина у {\displaystyle \mathbb {P} ^{n}\times \mathbb {A} ^{m}}. Вона є множиною спільних нулів множини многочленів {\displaystyle S=\{F_{1},F_{2},\ldots ,F_{r}\}\subset K[X,Y]}, які є однорідними по змінних {\displaystyle x_{0},x_{1},\ldots ,x_{n}}. Точка {\displaystyle q\in \mathbb {A} ^{m}} належить до {\displaystyle \pi _{\mathbb {A} ^{m}}(Z)} тоді й лише тоді, коли існує точка {\displaystyle p\in \mathbb {P} ^{n}} , така що {\displaystyle (p,q)\in Z} , тобто {\displaystyle F_{i}(p,q)=0} для всіх {\displaystyle i=1,\ldots ,r} . Отже, {\displaystyle q\not \in \pi _{\mathbb {A} ^{m}}(Z)} тоді й лише тоді, коли {\displaystyle PV(S_{q})=\varnothing } , де {\displaystyle S_{q}=\{F_{1}(x,q),...,F_{r}(x,q)\}} . По проективній Теоремі Гільберта про нулі, це означає, що {\displaystyle I_{+}^{k}\subseteq S_{q}}  для деякого {\displaystyle k} , тобто кожен одночлен степеня {\displaystyle k} може бути представлений у вигляді  {\displaystyle \sum _{i=1}^{r}H_{i}F_{i}(x,q)} для деяких однорідних многочленів {\displaystyle H_{i}(x_{0},x_{1},\ldots ,x_{n})}. Позначимо через {\displaystyle P_{k}} векторний простір всіх однорідних многочленів степеня {\displaystyle k} з {\displaystyle K[x]}. Остання умова означає, що множина {\displaystyle \{w_{j}F_{i}(x,q)|i=1,\ldots ,r\}} де {\displaystyle w_{j}} пробігає всі одночлени степеня {\displaystyle k-\operatorname {deg} F_{i}}  породжує {\displaystyle P_{k}} , або, що те саме, {\displaystyle \operatorname {rk} M_{k}=\operatorname {dim} P_{k}} , де {\displaystyle M_{k}} — матриця, рядки якої складаються з коефіцієнтів усіх можливих {\displaystyle w_{j}F_{i}} (записаних у заданому порядку). Позначимо {\displaystyle D=\operatorname {dim} P_{k}} . Оскільки завжди {\displaystyle \operatorname {rk} M_{k}\leqslant \operatorname {dim} P_{k}} , остання умова означає, що принаймні один {\displaystyle D\times D} мінор {\displaystyle M_{k}} ненульовий. Коефіцієнти матриці {\displaystyle M} — многочлени від {\displaystyle q} , отже, множина {\displaystyle U_{k}=\{q\in \mathbb {A} ^{m}|\operatorname {rk} M_{k}=\operatorname {dim} P_{k}\}}, відкрита в {\displaystyle \mathbb {A} ^{m}}. Тому множина {\displaystyle U=\bigcup _{k=1}^{\infty }U_{k}} є також відкритою. Але {\displaystyle U=\mathbb {A} ^{n}\setminus \pi _{\mathbb {A} ^{m}}(Z)} , отже, {\displaystyle \pi _{\mathbb {A} ^{m}}(Z)} є замкнутою.
- Хоча більшість повних многовидів, що зустрічаються на практиці є проективними, існують і непроективні повні многовиди. Візьмемо спочатку {\displaystyle \mathbb {P} ^{1}\times \mathbb {P} ^{1}} і роздуємо на ньому точку {\displaystyle (0,0)}. Після цього одержується лінійчата поверхня {\displaystyle \varphi :Y\to \mathbb {P} ^{1}} з одним виродженим шаром над 0, який складається з двох компонент {\displaystyle F} і {\displaystyle G} ізоморфних {\displaystyle \mathbb {P} ^{1}}.

Тепер візьмемо ще один екземпляр такої поверхні {\displaystyle \varphi ':Y'\to \mathbb {P} ^{1}} з виродженим шаром {\displaystyle \varphi '^{-1}(0)=F'\cup G'} і склеїмо {\displaystyle Y} з {\displaystyle Y'}, ототожнюючи криву {\displaystyle F} з шаром {\displaystyle \varphi '^{-1}(\infty )} і {\displaystyle F'} з шаром {\displaystyle \varphi ^{-1}(\infty )}.
Отримана поверхня {\displaystyle X}, складається з двох компонент {\displaystyle Y} і {\displaystyle Y'}, кожна з яких є проективною, тому {\displaystyle X} є повним многовидом. Однак {\displaystyle X} не можна вкласти в {\displaystyle \mathbb {P} ^{n}}.
В іншому випадку, візьмемо гіперплощину {\displaystyle H\subset \mathbb {P} ^{n}}, яка трансверсально перетинає {\displaystyle F,G,F',G'} відповідно в {\displaystyle \nu ,\mu \nu ',\mu '} точках. Так як шар {\displaystyle \varphi ^{-1}(0)=F+G} «неперервно деформується» в шар {\displaystyle \varphi ^{-1}(\infty )=F'}, ми отримуємо {\displaystyle \nu +\mu =\nu '}. Аналогічно {\displaystyle \nu '+\mu '=\nu } звідки {\displaystyle \mu +\mu '=0} . Це означає, що гіперплощина {\displaystyle H} не перетинається з кривими {\displaystyle G,G'}, тобто вони лежать в {\displaystyle \mathbb {P} ^{n}\setminus H}. Але {\displaystyle \mathbb {P} ^{n}\setminus H\cong \mathbb {A} ^{n}} — афінний многовид і він не може містити повних кривих.
- Будь-яка гладка повна крива і гладка повна поверхня є проективними. В розмірності три існують гладкі повні непроективні многовиди.